# 邢公畹
邢公畹（1914年—2004年），原名邢庆兰，男，生於中華民國安徽省安庆，中国语言学家，南开大学教授、中文系原主任，曾任中国语言学会副会长。

## 生平
1933年，進入安徽大學中文系。1937年考取中央研究院歷史语言研究语言組，因對日抗戰未能入學。1940年入學，師從李方桂。畢業後，進入西南聯合大學中文系任教，曾師從羅常培。1946年至天津南開大學任教。
1949年中華人民共和國建國後，繼續於南開大學任教。1953年至1956年間，由中國政府委派，至蘇聯莫斯科東方學院、莫斯科大學任教。1956年回國，任南開大學中文系主任、漢語侗台語研究室主任。